# Colobus angolensis
Espèce
Statut de conservation UICN

 VU  : Vulnérable
Statut CITES
Colobus angolensis est une espèce qui fait partie des mammifères Primates. C'est un singe de la famille des Cercopithecidae, appelé en français Guéréza d'Angola, Colobe d'Angola, Colobe noir-et-blanc d'Angola ou Colobe noir-et-blanc angolais.

## Répartition
L'espèce est présente au centre de l'Afrique. Notamment en Angola, Tanzanie et en République démocratique du Congo.

## Sous-espèces

Carte de répartition des sous-espèces selon Butynski, Kingdon et Kalina 2013

Selon Mammal Species of the World (version 3, 2005)  (5 mars 2011), ce singe est représenté par six sous-espèces :
- Colobus angolensis angolensis ;
- Colobus angolensis cordieri ;
- Colobus angolensis cottoni ;
- Colobus angolensis palliates ;
- Colobus angolensis prigoginei ;
- Colobus angolensis ruwenzorii.

Selon NCBI (5 mars 2011) :
- Colobus angolensis angolensis ;
- Colobus angolensis palliatus.